# John Güttke
John Olov Güttke (* 30. März 1931 in Eda; † 18. Dezember 2007 in Gunnarskog) war ein früherer schwedischer Biathlet.
John Güttke startete in seiner aktiven Zeit für den Verein Åmotfors Skytteförening. Seinen größten Erfolg feierte er bei den Olympischen Winterspielen 1964 in Innsbruck, wo er am einzigen Biathlon-Wettkampf, dem Einzel, teilnahm. Zwar erreichte er nur die siebzehntbeste Laufzeit, aber aufgrund von nur zwei Fehlschüssen und den damit verbundenen vier Strafminuten erreichte Güttke den neunten Rang und war damit bester Schwede.